# Claude Fiefel
Claude Fiefel, né le 15 juillet 1924 à Haguenau et mort le 18 juin 2018 à Saint-Pierre, est résistant et agent de renseignement français. 

## Biographie
Claude Marcel Alfred Fiefel est né dans une famille catholique. Il est élevé seul par sa mère Hélène Fiefel qui est servante. Il passe son enfance à Reichshoffen où il est scolarisé à l'école primaire tout en suivant des cours par correspondance. Le 1er décembre 1938, il  entre aux Établissements Holcroft à Niederbronn-les-Bains comme apprenti. Plus tard, il travaille à l'usine de machines-outils Zinser à Haguenau,. 
Pendant la Seconde Guerre mondiale, après l'Armistice et l'annexion de fait de l'Alsace, dès l'été 1940, il crée un réseau d'évasion pour les prisonniers de guerre (PG) avec l'aide d'Henri Dietrich et d'Emile Hausberger de Reichshoffen, Nicolas Henrich de Niederbronn-les-Bains et Paul-Henri Merle de Haguenau,.  
En 1941, par l'intermédiaire des résistants Victor Giesi et Joseph Bossenmeyer, il adhère à l'organisation clandestine dirigée par le docteur Charles Bareiss. Ce dernier le charge de le tenir au courant des activités de son usine réquisitionnée au profit de Messerschmitt  par les Allemands pour produire des avions. Il fait la même chose pour l'usine Messerschmitt à Augsbourg où il se rend fréquemment. En même temps, il renseigne le réseau Confrérie Notre-Dame (CND),.   
Le 1er mars 1942, il adhère au réseau de renseignements Saturne-Kléber. Se sentant menacé, le 6 avril 1942, il s'évade d'Alsace en emportant de nombreuses informations. À Lyon, il entre en contact avec Joseph Schaller en poste au service de renseignements de Vichy. Ce dernier, intéressé par les renseignements transmis, lui propose de suivre un stage de formation pour apprendre à rechercher des renseignements. Claude Fiefel prend alors le nom de « Roger Trent ». Après cette formation, il retourne en Alsace pour y monter un réseau de renseignements. Sous la fausse identité de « Karl Muller », il tente de rejoindre Haguenau en passant par la gare d'Avricourt par laquelle il était passé en s'évadant. C'est là, qu'il est arrêté le 17 mai 1942 et interné à la prison de Metz,,.   
En juillet, il est transféré à la prison de Sarrebrück puis en janvier 1943 à celle de Kehl. Du 4 au 10 mars 1943 à Strasbourg, il est jugé par le Reichskriegsgericht (« tribunal de guerre du Reich ») qui le condamne à 10 années de prison pour « espionnage et intelligence avec l'ennemi ». Il est déporté à Rottenburg-am-Neckar puis à Ulm où il est libéré par l'armée américaine le 28 avril 1945 et rapatrié en France,,.    
Après la guerre, Claude Fiefel est affecté en Autriche comme officier de renseignement par le ministère de la Défense. À partir de 1955, il entreprend une carrière d'ingénieur dans le secteur des machines-outils,.    

## Distinctions
Il est reconnu comme « déporté résistant »,.
- Officier de la Légion d'honneur[2].
- Médaille militaire[2].
- Croix de guerre 1939–1945, palme de bronze le 27 mars 1947 avec la citation suivante[1],[2] :

« Jeune Alsacien animé d'un ardent patriotisme, s'est tout d'abord consacré à l'évasion de prisonniers français internés dans les camps allemands. 
Contacté en mars 1942 par un important réseau de renseignements, a rempli d'importantes et périlleuses missions en Alsace et en Allemagne. Démasqué au cours d'une de ces missions, fut arrêté en mai 1942 et déporté. »

- Médaille de la Résistance française par décret du 15 juin 1946[2],[6].
- Croix du combattant volontaire de la guerre de 1939–1945[2].
- Médaille de la déportation pour faits de Résistance[2].